# Miu Miu

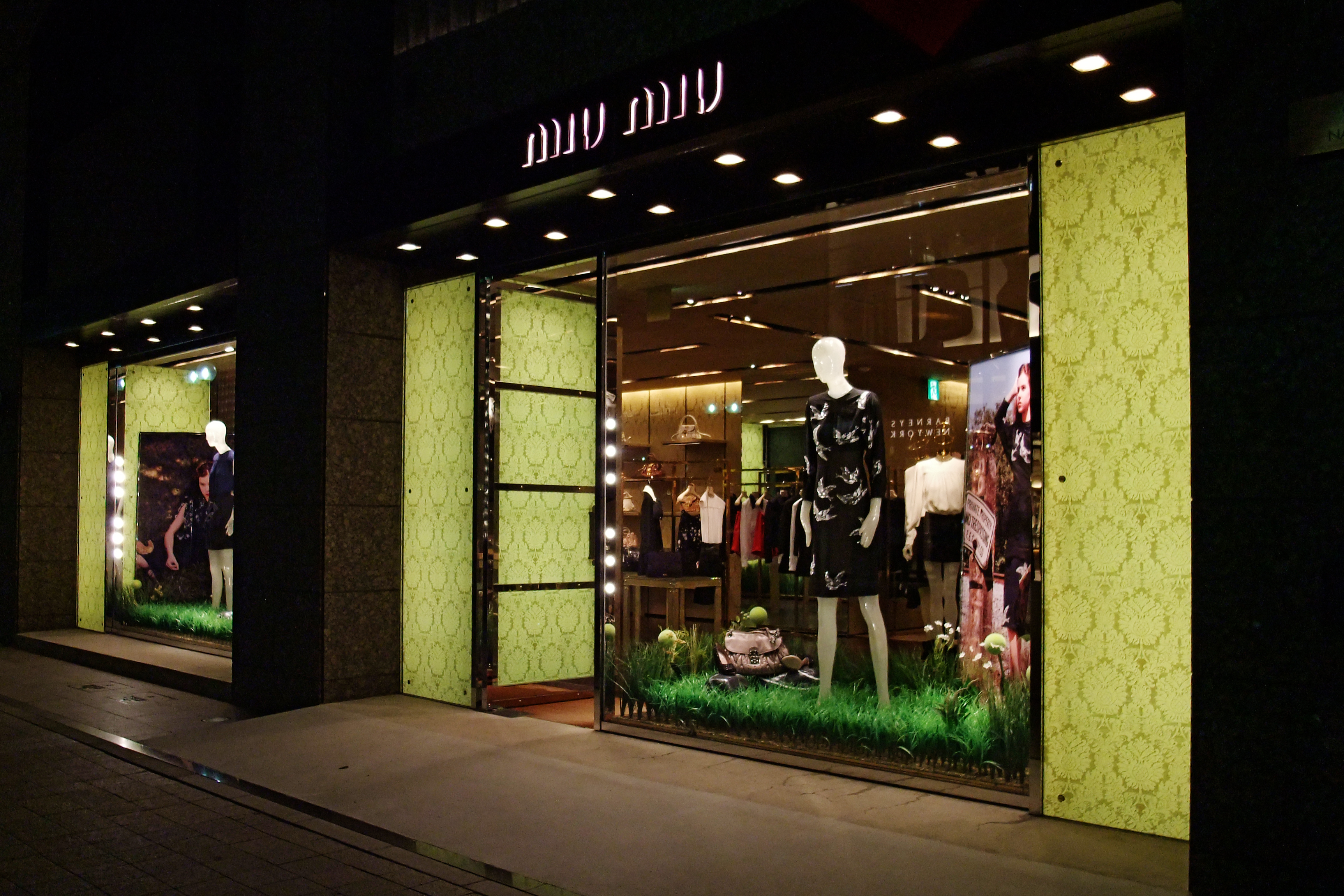
Witryna butiku Miu Miu w Kobe

Miu Miu – istniejąca od 1993 roku linia odzieżowa włoskiego domu mody Prada, zorientowana na modę młodzieżową i codzienną. 
Siedziba znajduje się w Mediolanie. Butiki znajdują się na kilku kontynentach: w Nowym Jorku, Los Angeles, Londynie, Florencji, Mediolanie, Tokio, Nagoi, Kobe, Fukuoce, Paryżu, Singapurze, Hongkongu, Tajpej oraz w Honolulu (od marca 2009 w Ala Moana Center).
Nazwa ma ścisły związek z osobą właścicielki i zarządzającej linią: Miuccią Pradą.
Tzw. twarzami tej marki były Vanessa Paradis (2008), Kirsten Dunst (2008), Laetitia Casta, Lindsay Lohan, Zhou Xun.